# Goux-lès-Dambelin
Goux-lès-Dambelin är en kommun i departementet Doubs i regionen Bourgogne-Franche-Comté i östra Frankrike. Kommunen ligger i kantonen Pont-de-Roide som tillhör arrondissementet Montbéliard. År 2022 hade Goux-lès-Dambelin 272 invånare.

## Befolkningsutveckling
Antalet invånare i kommunen Goux-lès-Dambelin
Referens:INSEE